# 榕城区
榕城区是中国广东省揭阳市的一个市辖区，位于广东省的东南部、榕江平原中部、榕江流域中段，是揭阳市的中心市区，是揭阳市人口最为稠密的地区。总面积为91.26平方公里， 区人民政府驻新兴街道临江北路39号。

## 行政区划
榕城区下辖10个街道办事处、4个镇：
榕华街道、新兴街道、中山街道、西马街道、榕东街道、仙桥街道、东阳街道、东升街道、东兴街道、梅云街道、渔湖镇、地都镇、炮台镇和登岗镇。

## 历史
1991年12月，国务院批准设立榕城区（县级区）。

## 人口
2011年末全区常住人口42.77万人，其中户籍人口40.37万人。
2020年未，榕城區  户籍人口56.16万人，常住人口61.66万人。

## 语言
榕城区居民所说的語言為閩語潮州话。

## 经济
2007年，全区实现地区生产总值76.94亿元；地方财政一般预算收入2.1亿元。
2023年，榕城区的国内生产总值（GDP）已增长至596.63亿元。

## 旅游
榕城区名胜古迹众多，主要有：学宫、孔庙、进贤门、禁城、双峰寺、城隍庙、关帝庙等宋、元、明、清的文物古迹。境内紫峰山是揭阳四大名山之一。

## 交通
甬莞高速、 汕昆高速、 揭惠高速、206国道、324国道及广梅汕铁路穿境而过。揭阳潮汕机场位于登岗镇与砲台镇交界处。